# Jean-Baptiste Say
Jean-Baptiste Say (Lyon, 1767. január 5. – Párizs, 1832. november 15.) francia közgazdász, üzletember és újságíró, a klasszikus közgazdaságtan fontos képviselője.
Elsősorban az általa 1803-ban, Értekezés a politikai gazdaságtanról (Traité d'économie politique) című főművében megfogalmazott Say-dogmáról ismert. Ezzel a dogmával, amely az aggregált kereslet és az aggregált kínálat azonosságát jelenti ki a gazdaságban, Say máig tartó hatást gyakorolt az elméleti közgazdaságtan világára.
A tudomány más kérdéseiben többnyire Adam Smith és más klasszikusok nézeteit osztotta, Ricardo munkaérték-elméletét viszont nem fogadta el, véleménye szerint a javak értékét nem a beléjük fektetett munka, hanem a jószágot fogyasztó egyénnek a javakra vonatkozó szubjektív hasznosságérzete határozza meg. A szubjektív hasznosság azzal a maximális pénzösszeggel mérhető, amit az egyén még hajlandó az adott jószágért kifizetni – ezt az összeget a mai közgazdászok rezervációs árnak nevezik. Hasonlóan tudtán kívül vezette be a határhaszon fogalmát is, amikor a „hasznos dolgok utolsó mennyiségének hasznosságá”-ról írt. A szubjektív hasznossággal kapcsolatos elméletei Sayt a neoklasszikus közgazdaságtan legfontosabb előfutárává tették.

## Életrajza
Szülei hugenotta üzletemberek voltak, Say maga is annak tanult Londonban.
1789-ben, a francia forradalom évében adta ki A sajtó szabadsága („La liberté de la presse”) című pamfletjét, 1792-től folyóiratot szerkesztett. 1799-től egy pamutfonoda vezetője.
1815-ben Say lett Franciaország első politikai gazdaságtan professzora.

## Közgazdasági nézetei

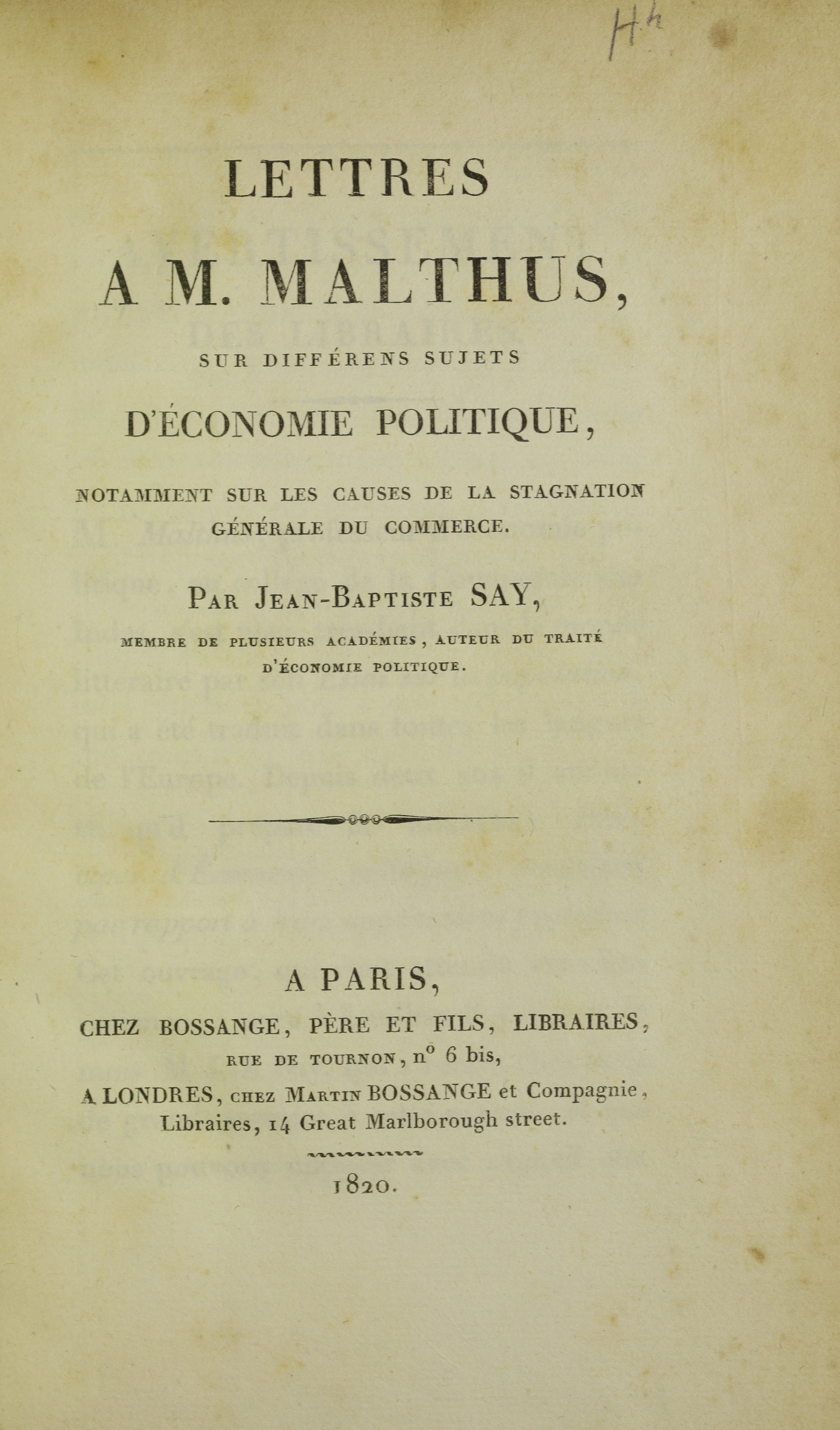
Lettres a M. Malthus, 1820

### Értékelmélete
Az érték szerinte nem a munkától, hanem a hasznosságtól függ. Az árunak a hasznossága ad értéket. S az áru értéke akkor nő, ha nő a hasznossága. A hasznosságot szerinte három tényező növeli: 1. a munka; 2. a tőke; 3. a természet. Ezeket a tényezőket Say termelési tényezőknek nevezi, amelyek egyenlő mértékben vesznek részt az értékalkotásban. A gazdasági folyamatot a termelési tényezők harmonikus együttműködésének tartja. E gondolatokra alapozza termelési tényezők elméletét, amelyben tagadja a kizsákmányolást. Szerinte a legrosszabb minőségű földeket azért vonják be a termelésbe, mert a kereslet növekedése miatt megnövekedett élelmiszerárak fedezik a magasabb termelési költségeket. (Ricardo ezzel ellentétben a csökkenő földhozadék törvényére hivatkozva a legrosszabb földek művelésbe vonásával indokolta az élelmiszerárak emelkedését, ami miatt a parlamentben támadta a gabonatörvényeket.) Say, mivel az értéket az áru hasznosságával azonosította, az állította, hogy az érték nagysága a piacon határozódik meg az árban. Az árat jelző pénzmennyiség nagysága a hasznosság függvénye, s ez az érték. A szabadon rendelkezésre álló természeti tényezőknek (víz, szél, napfény, levegő stb.)azonban nincs ára, de Say szerint ezek is hozzájárulnak a jószág értékének növeléséhez, noha szolgálatuk ellenértéke nem alkotóeleme a jószág árának. De a természeti tényezők ingyenes közreműködése az áru előállításában olcsóbbá teszi annak termelését, s így az áruk olcsóbbodása folytán társadalmi mértékben felszabadult jövedelemrész fejezi ki a természetnek, mint termelési tényezőnek a jövedelmét. A föld azonban nem áll szabadon rendelkezésre, az magántulajdonban van, s ezért létezik a földjáradék. A munkaérték-elmélet képviselői szerint így azonban a föld mint termelési tényező nem a hasznossághoz való hozzájárulása miatt, hanem a tulajdonviszonyok eredményeként részesül jövedelemben.

### Elosztási elmélete
A munkabért a munka, a kamatot a tőke, a járadékot a föld jövedelmének tekinti. Szerinte a vállalkozói nyereség jutalom a termelési tényezők racionális egyesítéséért. 

### Értékesítési elmélete
Mivel Say szerint minden termelő azért termel, hogy szükségleteit másoktól beszerzett javakkal elégítse ki, ezért tagadja az általános túltermelés lehetőségét, mert minden eladó egyben vevő is és minden vevő egyben eladó is. Say azt képzeli, hogy a termelő áruja eladásából szerzett pénzt igyekszik mielőbb elvásárolni, ezért a pénzt pusztán az áruforgalom lebonyolítását segítő eszköznek tekinti.(Nem ismeri fel a pénz kincsképző funkcióját.) Nála ezért az összkereslet tehát mindig együtt nő az össztermeléssel.